# Fahrenholzia ehrlichi
Fahrenholzia ehrlichi är en insektsart som beskrevs av Johnson 1962. Fahrenholzia ehrlichi ingår i släktet Fahrenholzia och familjen ledlöss. Inga underarter finns listade i Catalogue of Life.